# سوق الناقة (السودان)
سوق تقبع على هوامش مدينة امدرمان أم السودانية، ويتكلم بلغة المشاوي فقط.
إنه عالم مختلف من البساطة بدءا من أماكن الجلوس وانتهاء ببساطة العاملين فيه، أما مرتادو السوق فهم خليط من السودانيين و العرب، و، والروس و الأفارقة.. الذين تزخر بهم العاصمة السودانية... فقراء وأغنياء، الكل يأتي للاستمتاع بالمشاوي على الطريقة الشعبية السودانية.

## يحتوي
على مساحة كبيرة من الأرض على أكثر من 100 كوخ تتسم بالبساطة في الديكور سواء لجهة الستائر البيضاء التي تفصل العائلات عن الشباب، أو أدوات الشواء التقليدية، إلخ. ومعظم العاملين في السوق من النساء اللواتي جئن من مناطق غرب السودان، و دارفور خصوصا، بالإضافة إلى عدد من الصبية الذين يعملون على خدمة الزبائن والوقوف على طلباتهم واختياراتهم من اللحم الطازج.

## الأكثر شهرة
ومن أشهر المشويات بالسوق، (لحم السلك)، و(لحم الصاج)، لكن أكثرها إقبالا من الزبائن هي (الشية)، المصنوعة من لحم الضأن، أو الإبل، حيث تقطع لشرائح صغيرة، ويتم عجنها بالتوابل الحارقة، ومن ثم شوائها على إناء مسطح ملئ بالثقوب، يوضع على جمرات صغيرة، من الفحم النباتي.